# Rhinopias aphanes
Rhinopias aphanes  (лат.) — вид морских лучепёрых рыб семейства скорпеновых.
Вид встречается на западе Тихого океана до Австралии и в Коралловом море.
Рыба среднего размера до 25 см длиной, яркой окраски. На спинном и грудных плавниках расположены длинные, ядовитые, ярко окрашенные колючки.
Это морской, тропический вид, обитающий на коралловых рифах на глубине до 30 м. Хищник, питается мелкой рыбой и ракообразными.